# Hylaeamys tatei
Hylaeamys tatei är en gnagare som lever i centrala Ecuador. Den är nära besläktad med risråttor.
Arten är med en kroppslängd (huvud och bal) av 118 till 137 mm en stor gnagare. Den kännetecknas av mörk päls. Skillnaden mot andra släktmedlemmar bestar främst i differenser i kindttändernas utformning.
Utbredningsområdet ligger vid Río Pastaza i Anderna. Arten lever i regioner som ligger 1100 till 1500 meter över havet. Habitatet utgörs antagligen av fuktiga och kyliga bergsskogar. Exemplaren vistas på marken och de antas vara nattaktiva.
För beståndet är inga hot kända. Populationens storlek är okänd. IUCN listar arten med kunskapsbrist (DD).